# Matvei Safonov
Matvei Yevgenyevich Safonov ( em russo:  Матвей Евгеньевич Сафонов; Stavropol, 25 de fevereiro de 1999) é um futebolista russo que atua como goleiro. Atualmente, joga no Paris Saint-Germain.

## Carreira do clube

### Krasnodar
Ele fez sua estreia na Premier League russa pelo FC Krasnodar em 13 de agosto de 2017, em um jogo contra o FC Amkar Perm. Pela equipe, destacou-se a ponto de ser eleito o Melhor Goleiro da Liga Russa na temporada 2023–24. Eventualmente, deixou o clube após 169 partidas.

### Paris Saint-Germain
Em 2024, deixou a Rússia para assinar com o Paris Saint-Germain Football Club por 20 milhões de euros. Seu contrato é válido até o fim da época 2028–29.
Na mesma temporada, mesmo sendo majoritariamente reserva, venceu todos os títulos nacionais e foi titular na conquista da Copa da França de 2024–25.
Ainda em sua primeira época com o PSG, esteve no elenco que se sagrou campeão pela primeira vez da Liga dos Campeões da UEFA, mas viu Gianluigi Donnarumma ser o goleiro do 11 inicial nesta conquista.
Em sua segunda temporada, viu Donnarumma rescindir seu contrato com o PSG após os franceses contrataram Lucas Chevalier para ocupar a vaga de titular. Dessa forma, Safanov foi reserva na conquista da Supercopa da UEFA de 2025.

## Carreira internacional
Em 9 de outubro de 2020, ele foi convocado para a seleção russa de futebol pela primeira vez para os jogos da Liga das Nações da UEFA contra a Turquia e a Hungria.
Em 11 de maio de 2021, ele foi incluído na seleção preliminar de 30 homens para o UEFA Euro 2020 . Ele fez sua estreia em 1º de junho de 2021, em um amistoso contra a Polônia . Em 2 de junho de 2021, ele foi incluído na equipe final. Em 16 de junho, ele jogou o segundo jogo da Rússia no grupo contra a Finlândia, sem sofrer golos na vitória por 1 a 0.

## Títulos
Paris Saint-Germain
- Supercopa da França: 2024[14]
- Ligue 1: 2024–25[15]
- Copa da França: 2024–25[16]
- Liga dos Campeões da UEFA: 2024–25[17]
- Supercopa da UEFA: 2025[10]

### Prêmios Individuais
- Goleiro da temporada da Premier League Russa: 2023–24[4]